# Mamma Roma
Mamma Roma é um filme do cineasta italiano Pier Paolo Pasolini realizado no ano de 1962.

## Sinopse
Uma prostituta sonha em mudar de vida e de melhorar a sua classe social, o que a permitiria voltar a viver com o filho Ettore. Para tanto, decide se casar com Carmine, seu ex-gigôlo. Infelizmente, ela encontrará muitas dificuldades para realizar seu sonho.

## Curiosidades
Este filme é um grande objeto de estudo para muitos pesquisadores do cinema, pelo fato de que seus planos e ângulos de filmagem são fortemente inspirados em afrescos de Giotto, Caravaggio e outros grandes artistas plásticos.
Nos estudos, os pesquisadores abordam a influência das artes plásticas no cinema e na constituição de sua linguagem.